# Friedrichsplatz (Mannheim)

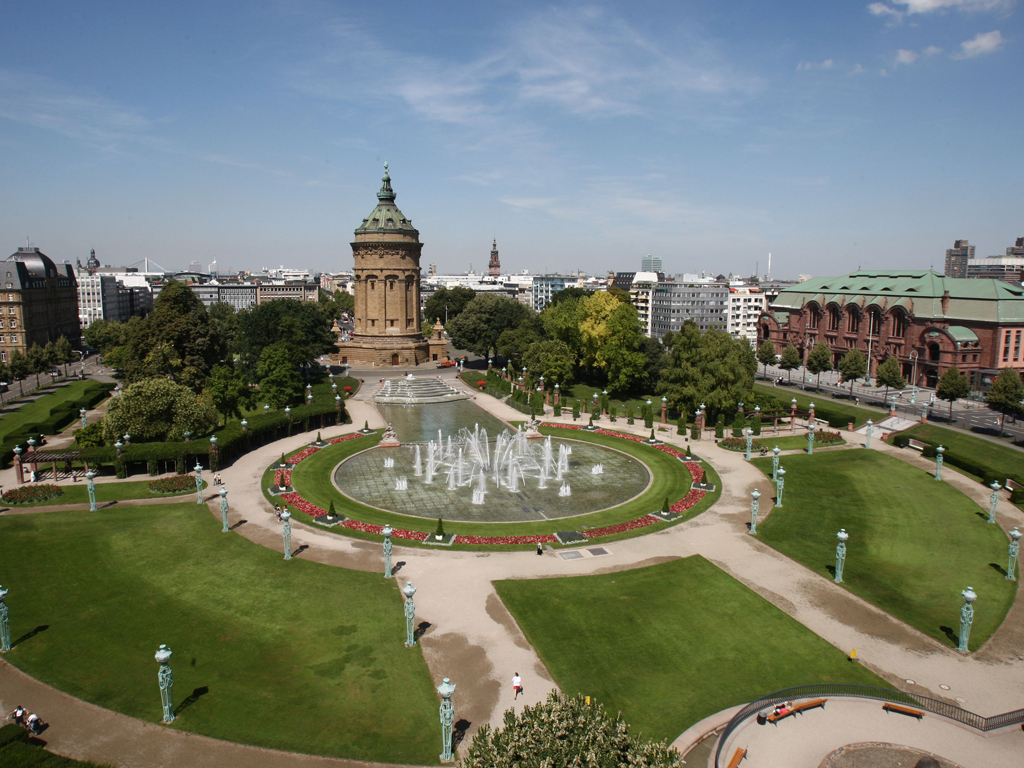
Friedrichsplatz mit Wasserturm, Wasserspielen und Rosengarten

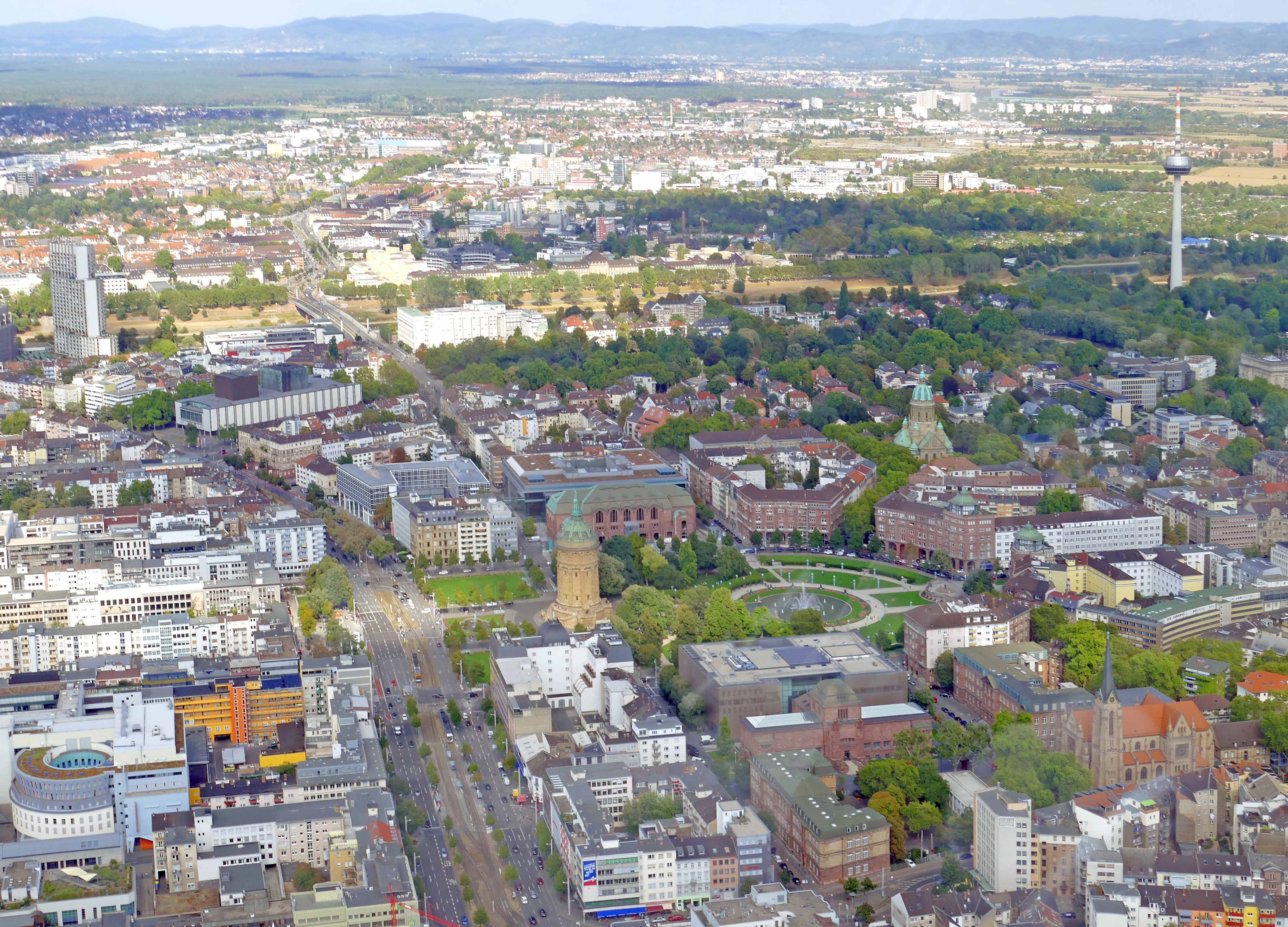
Luftbild der Mannheimer Innenstadt um den Friedrichsplatz herum

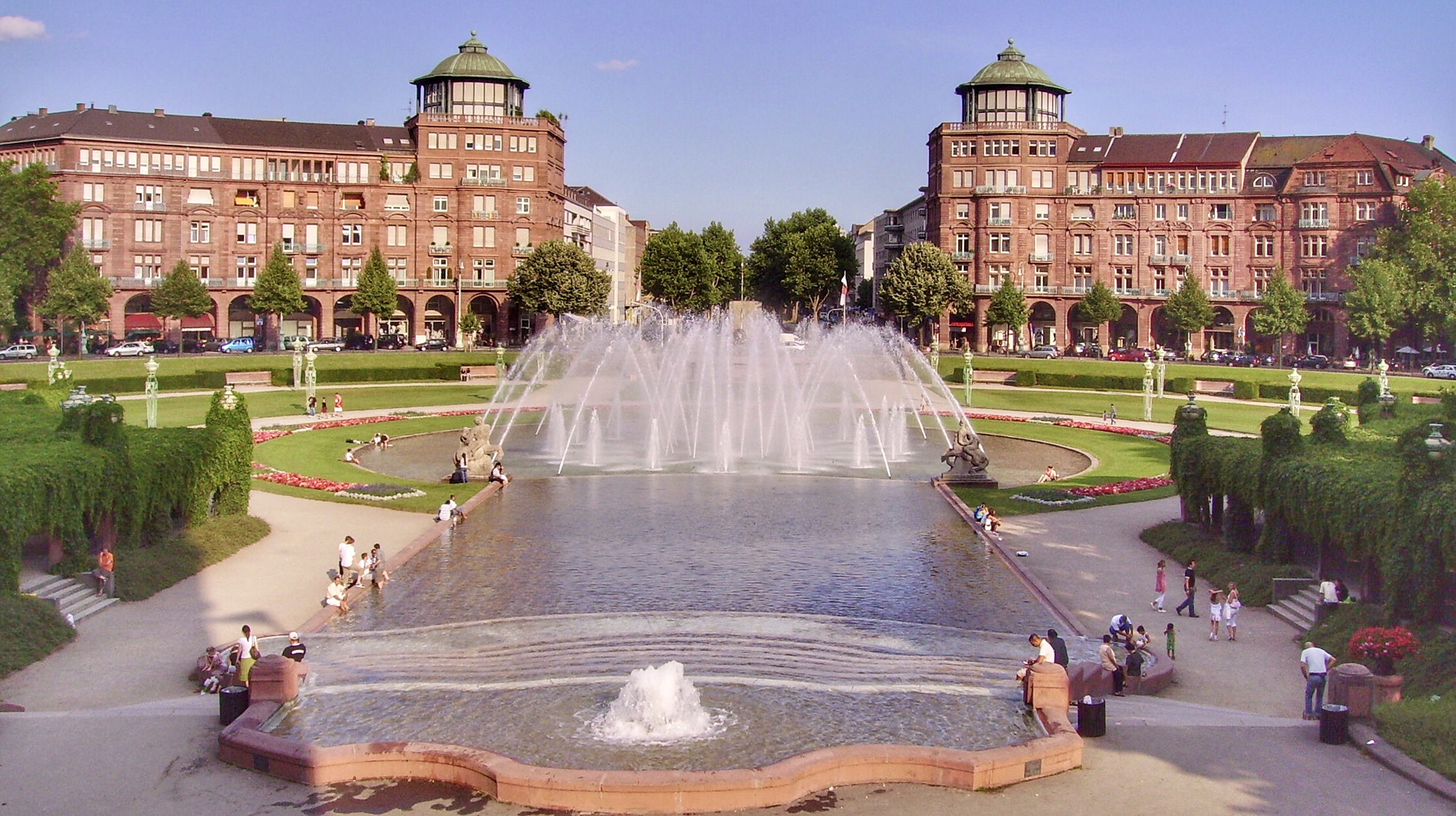
Wasserspiele und Arkaden-Randbebauung

Der Friedrichsplatz in Mannheim ist eine der am vollständigsten erhaltenen neubarocken und mit Jugendstilelementen versehenen Anlagen in Deutschland. Er wurde in den Jahren nach der Fertigstellung des Mannheimer Wasserturms 1889 angelegt.

## Geschichte
Bereits in den 1870er Jahren wurde in Mannheim beschlossen, eine Stadterweiterung angrenzend an die Innenstadt nach Osten durchzuführen. In diesem Zusammenhang wurde es zur Wasserversorgung notwendig, einen Wasserturm zu errichten. 1885 wurde die Stelle des Mannheimer Wasserturms ausgewählt. Die angrenzende Fläche sollte zu einem der „schönsten Plätze der Welt“ ausgebaut werden.
Der Wasserturm wurde schon kurz nach der Errichtung 1889 als das Wahrzeichen Mannheims geführt. 1901 wurde das Parkhotel, heute „Parkhotel 1901“, südlich des Wasserturms fertiggestellt. Erst mit der Errichtung der Festhalle Rosengarten (erbaut 1899–1903) und der Kunsthalle (1907) war man sich auch über die endgültige Gestaltung des Platzes einig. Zum Stadtjubiläum 1907 (300 Jahre Stadt Mannheim) erhielt der Platz ungefähr sein heutiges Aussehen.
Bei der Bombardierung Mannheims im Zweiten Weltkrieg wurde der Wasserturm getroffen und auch der Bereich des Friedrichsplatzes einschließlich Bebauung schwer beschädigt. 1963 war der Wasserturm wiederhergestellt, 1964 der Wiederaufbau des Friedrichsplatzes mit der Wiederherstellung der Eckhäuser an der Einmündung der Augustaanlage abgeschlossen.

## Lage und städtebauliche Bedeutung

Friedrichsplatz

Der Wasserturm und der Friedrichsplatz wurden unmittelbar außerhalb des Innenstadtrings in Verlängerung der Planken errichtet. Diese verlaufen als wichtigste Einkaufsstraße zwischen den P- und O-Quadraten in West-Ost-Richtung. Zugleich ist der Platz das Ende der aus Richtung Heidelberg von Osten herführenden Allee der Augustaanlage. Er bildet eine Art „Tor zur Innenstadt“: Alle Verkehrsteilnehmer, die aus Richtung Oststadt von der A 656 kommen und in die Quadrate einfahren oder in den Innenstadtring einbiegen, passieren zuerst den Platz mit dem Wasserturm. So wirkt er wie eine „Visitenkarte“ der Stadt.
Der Platz führt die Breite der N- und O-Quadrate nach Osten über den Kaiserring hinweg als Luftraum fort, der durch den Wasserturm und die wechselnden Fontänen optisch beherrscht wird. Am östlichen Ende gibt es eine homogene Fassung des Platzes durch die einheitlich hohe Fassade der Arkaden-Randbebauung, die sich im Halbkreis um den Platz legt und viele patinagrüne Balkongeländer trägt.
Der Wasserturm steht zentral auch in der Nord-Süd-Achse Tattersall- und Berliner Straße parallel zum Kaiserring.
Die Mitte des großen Wasserbeckens mit Springbrunnen liegt geometrisch im Schnittpunkt jeweils gedachter Verlängerungen der im östlichen Bereich auf den Friedrichsplatz zulaufenden Straßen.

## Name
Der Platz wurde benannt nach Friedrich I. Er war 1856–1907 Großherzog von Baden. Friedrich vertrat eine liberale Politik und führte wichtige und richtungsweisende Reformen durch. Als Schwiegersohn des späteren Kaisers Wilhelm I. trat er für die Einheit der deutschen Länder unter preußischer Führung ein.

## Gestaltung

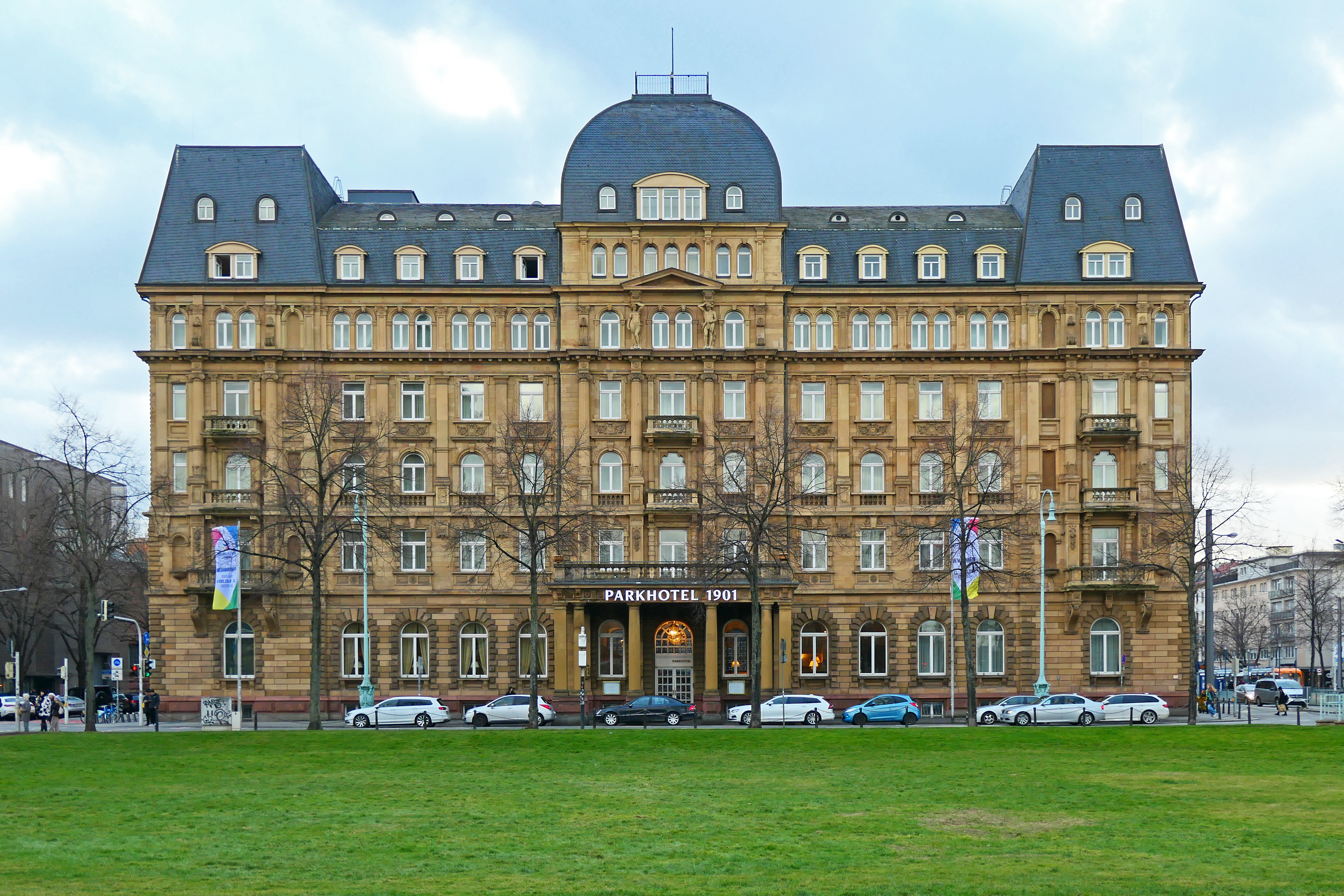
Parkhotel 1910 am Westrand des Platzes

Die Anlage ist gärtnerisch in Symmetrie nach französischem Vorbild angelegt worden.
Beiderseits der Wassertreppe verläuft eine Pergola, die zugleich den Geländeunterschied kaschiert und zum Ausruhen einlädt. Nach innen folgt ein breiter Spazierweg um das Becken und den Turm. Die Figuren, die am Becken aufgestellt sind, stammen von Franz Metzner. Rasenfläche und Brunnenanlage befinden sich auf dem ursprünglichen Geländeniveau, während die Straßen außen herum aufgeschüttet sind.
In der Nord-Süd-Achse des Wasserturms wurden die Festhalle Rosengarten sowie die Kunsthalle errichtet. Die Kunsthalle – 1907 von Hermann Billing – korrespondierte mit ihrem roten Sandstein mit dem zur Blickachse entgegengesetzten Rosengarten – 1903 von Bruno Schmitz als Festhalle eröffnet – bzw. der Randbebauung. 1983 ging diese Sichtachse jedoch durch den Erweiterungsbau der Kunsthalle verloren und wurde auch bei dessen Neubau 2018 nicht wiederhergestellt.
Alljährlich findet seit 1978 der Mannheimer Weihnachtsmarkt auf dem Friedrichsplatz um den Wasserturm statt. Zudem wird diese Stelle für Veranstaltungen mit Bühne für kleinere Rock- und Pop-Auftritte genutzt.
2006 schlossen sich die rund um den Friedrichsplatz unter den Arkaden liegenden Cafés, Boutiquen, Weinläden und sonstigen Geschäfte zum Verein „Friedrichsplatz e. V.“ zusammen, um den attraktiven Standort überregional bekannter zu machen.

## Wassertreppe und Wasserspiele

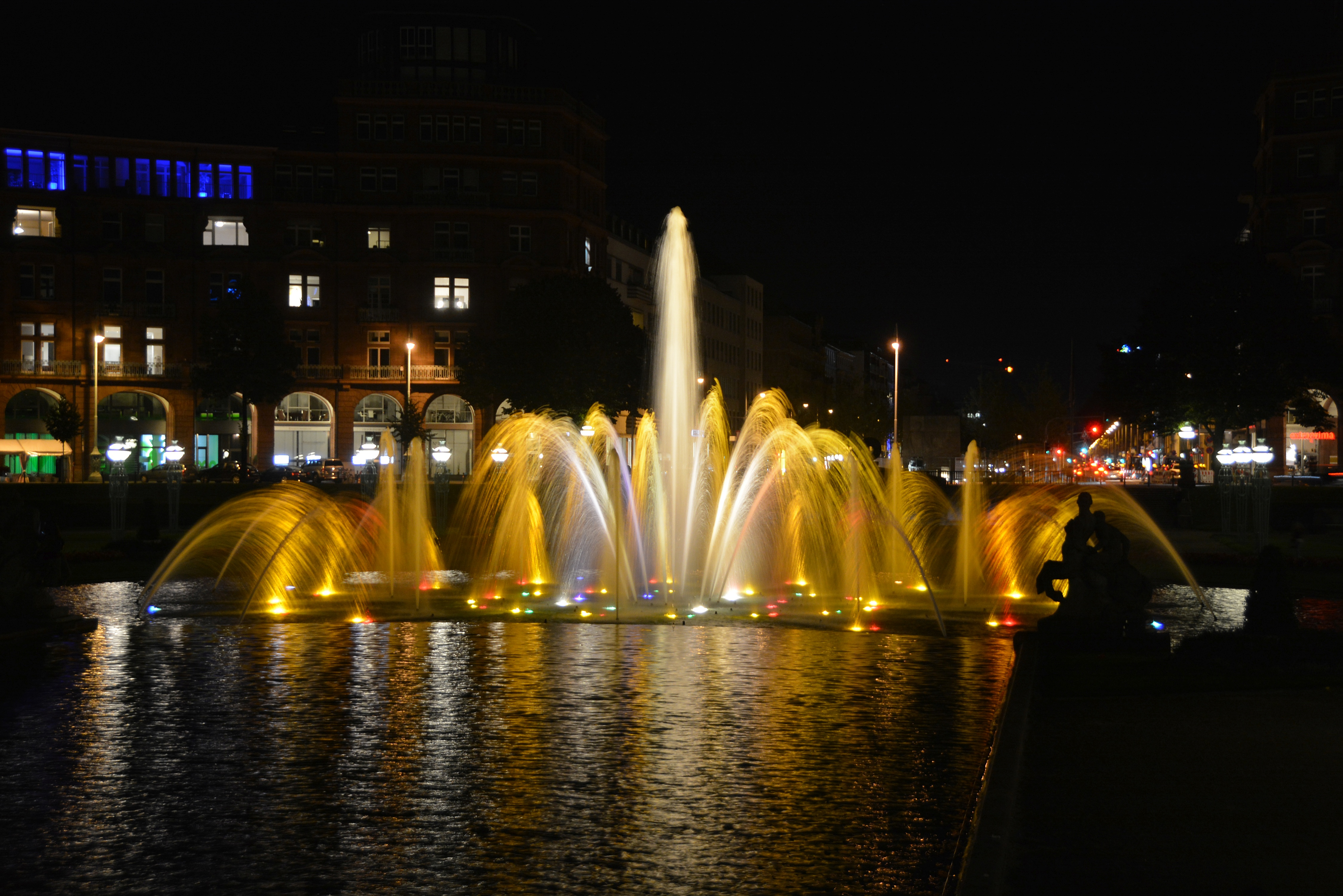
Die Wasserspiele am Friedrichsplatz bei Nacht

Auf der stadtauswärts liegenden Seite des Wasserturms befindet sich eine Wassertreppe, die in ein großes Becken mit angrenzender Fontänenanlage mündet. Das etwa von Anfang April bis Mitte Oktober betriebene Wasserspiel wird bei einsetzender Dunkelheit beleuchtet, an Wochenenden und Feiertagen mit buntem Farbspiel. Der große Springbrunnen war erstmals am 9. September 1893 in Betrieb genommen worden. Die Technik der Fontänenanlage umfasste mit Glühlampentechnik zuletzt 98 Scheinwerfer, 16 Farbwechsler, 178 Düsen und 20 gesteuerte Pumpen. Im Juni 2020 wurde eine neue LED-gestützte Beleuchtung mit 84 Strahlern in Betrieb genommen, die ein größeres Farbspektrum abdecken und zudem rund 90 Prozent des vorherigen Stromverbrauchs einsparen.